# Bamangwato

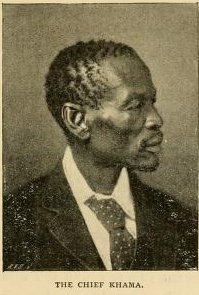
Khama III.

Die Bamangwato (auch Mangwato oder BagammaNgwato) sind eine Ethnie in Botswana. Ihr Totem ist das phuthi bzw. Ducker. Sie gehören zu den Batswana und sprechen Setswana bzw. dessen Dialekt Sengwato. Die meisten Bamangwato leben im Central District.

## Geschichte
Die Bamangwato spalteten sich um 1780 von den Bakwena ab. Deren Herrscher (kgamakgolo) Malope hatte drei Söhne, darunter Ngwato, die drei Gruppen bildeten. Ngwato und seine Gefolgsleute zogen nordwärts und bildeten eine eigene Ethnie, die über andere Gruppen wie die zahlenmäßig überlegenen Bakalanga sowie Basarwa herrschte. Ihre Hauptstadt wechselte traditionsgemäß mehrfach. So gehörten Shoshong und Phalatswe (Old Palapye) zu den Amtssitzen, bevor 1902 Serowe ausgewählt wurde. Die Bamangwato waren vor allem Viehzüchter. Von der jeweiligen Hauptstadt aus zogen die Bamangwato mit ihrem Vieh bis zu 250 Kilometer weit.
Bedeutende Herrscher waren Sekgoma I. († 1875) und Khama III. (um 1837–1923). Khama III. trat zum Christentum über und erreichte die Anerkennung des heutigen Botswana als britisches Protektorat Betschuanaland. So wurde es vor den Eroberungsplänen südafrikanischer Machthaber, etwa Cecil Rhodes, geschützt. Khamas Sohn Sekgoma II. (1869–1925) regierte nur kurz. Sekgomas Sohn Seretse Khama wurde 1966 erster Präsident Botswanas, Seretse Khamas Sohn Ian Khama bekleidete von 2008 bis 2018 dieses Amt. Ian Khama ist heute nominell Herrscher der Bamangwato.

## Herrscher
- Sekgoma I.
- Khama III. (1872/73, 1875–1929)
- Sekgoma II. (1923–1925)
- Tshekedi Khama (1926–1950 als Regent für Seretse II.)
- Seretse Khama
- Ian Khama

## Sonstiges
Der Dialekt Sengwato enthält einen weltweit einmaligen Laut – eine Mischform aus f und s.